# PLL-05
Der PLL-05 (Exportbezeichnung WMA029) ist ein chinesischer 120-mm-Panzermörser, welcher vom Rüstungshersteller Norinco auf Basis des WZ551 (6×6) entwickelt wurde.

## Entwicklungsgeschichte
Das Konzept eines vergleichbaren radgestützten Panzermörsers wurde in der Sowjetunion mit dem 2S23 Nona SVK in den 1980er-Jahren entwickelt. Obwohl es offiziell nicht exportiert wurde, ist es der VR China möglicherweise gelungen, das 2S23 über ein Drittland zu beziehen und einen eigenen Panzermörser nach diesem Vorbild zu entwickeln.
Der PLL-05 wurde von Norinco erstmals 2001 für den Exportmarkt zur Verfügung gestellt. Insgesamt zehn PLL-05 wurden im Jahr 2014 an Tansania verkauft. Eine verbesserte Variante mit einem neu gestalteten Turm wurde von der Volksbefreiungsarmee übernommen. Der PLL-05 befindet sich in Artillerieregimentern der leichten (radbasierten) mechanisierten Infanteriedivisionen, in welchen 18 Fahrzeuge ein Mörserbataillon bilden.

## Bewaffnung
Die Hauptbewaffnung des PLL-05 ist ein Mörser des Kalibers 120 mm, der mit einem vertikalen Schiebeverschlussmechanismus ausgestattet ist. Die Munition wird halbautomatisch zugeführt. Die Waffe hat einen Höhenrichtbereich von −4° bis +80° und einen Seitenrichtbereich von 360°. Die maximale Schussreichweite beträgt 9,5 km beim Abschuss des Haubitzengeschosses, 8,5 km beim Abschuss des Mörsergeschosses und 1,2 km beim Abschuss von HEAT-Projektilen im Flachbahnschuss. Die PLL-05 ist zusätzlich mit einem 12,7-mm-Flugabwehr-Maschinengewehr vom Typ 85 ausgestattet, das auf dem Dach des Turms montiert ist. An jeder Seite des Turms ist eine Reihe von drei Nebelmittelwurfbechern montiert.

## Antrieb
Das Fahrzeug wird von einem luftgekühlten 8-Zylinder-Dieselmotor des Typs BF8L413F angetrieben, der bei 2500/min eine Leistung von 235 kW (320 PS) erzeugt. Das Fahrzeug kann eine Höchstgeschwindigkeit von 85 km/h auf asphaltierten Straßen und 8 km/h im Wasser erreichen. Im Wasser wird er über zwei ausfahrbare Heckpropeller angetrieben.